# I. e. 394
Évszázadok: i. e. 5. század – i. e. 4. század – i. e. 3. század
Évtizedek: i. e. 440-es évek – i. e. 430-as évek – i. e. 420-as évek – i. e. 410-es évek – i. e. 400-as évek – i. e. 390-es évek – i. e. 380-as évek – i. e. 370-es évek – i. e. 360-as évek – i. e. 350-es évek – i. e. 340-es évek
Évek: i. e. 399 – i. e. 398 – i. e. 397 – i. e. 396 –  i. e. 395 – i. e. 394 – i. e. 393 – i. e. 392 – i. e. 391 – i. e. 390 – i. e. 389

## Események

### Görögország
- Thraszübulosz athéni sztratégosz elkezdi az Athént Pireusszal összekötő, a peloponnészoszi háború végén lerombolt Hosszú fal újjáépítését.
- A korinthoszi háború kitörése miatta az előző évben visszahívták Kis-Ázsiából II. Ageszilaosz királyt, valamint a flottát az Égei-tengerről. A Konon vezette athéni-perzsa flotta Knidosznál elfogja a spártaiak hajóhadát, és mind a 85 háromevezősorosukat megsemmisítik. Peiszandrosz spártai navarkhosz is elesik a csatában, amely véget vett Spárta égei-tengeri fölényének.
- Egy 18 ezer fős spártai sereg indul Korinthosz felé, ahol Athén, Thébai és Argosz csapatai is gyülekeznek. A két hadsereg Nemeánál ütközik meg és a spártaiak nagy győzelmet aratnak, de a veszteségek miatt ők is visszavonulnak.
- II. Ageszilaosz 13 ezer fős seregével betör Boiótiába és Koroneiánál legyőzi a korinthoszi szövetség csapatait.
- Tegeában leég az Athéné-templom, a legjelentősebb görög kultuszhelyek egyike.

### Itália
- Rómában consuli jogkörű katonai tribunusok: Marcus Furius Camillus, Lucius Furius Medullinus, Gaius Aemilius Mamercinus, Lucius Valerius Potitus Poplicola, Spurius Postumius Albinus Regillensis és Publius Cornelius Scipio.

## Születések
- Polüperkhon, görög hadvezér

## Halálozások
- Peiszandrosz, spártai hadvezér

## Fordítás
- Ez a szócikk részben vagy egészben  a(z)   394 v. Chr. című német Wikipédia-szócikk ezen változatának fordításán alapul.  Az eredeti cikk szerkesztőit annak laptörténete sorolja fel. Ez a jelzés csupán a megfogalmazás eredetét és a szerzői jogokat jelzi, nem szolgál a cikkben szereplő információk forrásmegjelöléseként.